# Dolama
Dolama (turski: dolama) vrsta je drevne muške i ženske nošnje, slična kaputu, izrađena od bijele, ljubičaste, zelene ili crvene tkanine, s dugim rukavima koji su zatvoreni ili prorezani, otvoreni (s čevkenima), tako da vise ili su vezani straga kako ne bi smetali i da su ruke slobodne.
Obično je do koljena, ali može biti i dulja. Neke dolame su presavijene sprijeda i vezane u struku. Dolamu su nosili janjičari, a kasnije je dobila važnost kao dio svečane narodne nošnje. Kraća dolma bila je izrađena od bijele vunene tkanine s crnim pletenim ukrasima.
Prema turskom povjesničaru Ahmedu Rasimu, dolama je janjičarski kaftan, a ime je dobila po janjičarskom običaju da prilikom putovanja zasuču svoje kaftane, radi lakšeg hodanja. Ova radnja označava se turskom riječju „dolamak” (hrv. „zasukati”).
Dolama je i dio alkarske odore, koja se nosi na Sinjskoj alki.